# Wang Zili
Wang Zili est un joueur d'échecs chinois né le 14 juin 1968, grand maître international.

## Biographie et carrière
Grand maître international depuis 1995, Wang Zili remporta le championnat de Chine en 1988 et 1999.
Wang Zili représenta la Chine lors des championnats du monde de 1997-1998 et fut éliminé au premier tour par l'Indonésien Utut Adianto. Il finit septième du  championnat d'Asie d'échecs en 2000.
Wang Zili a joué dans l'équipe de Chine lors de cinq olympiades de 1988 à 1996, marquant 32 points en 52 parties.
Avec la Chine, il remporta le championnat d'Asie d'échecs des nations en 1989 et 1991.